# 丘法羅沃
丘法罗沃（羅馬化：Chufarovo）是俄罗斯乌里扬诺夫斯克州的市级镇，为该州韦什凯马区第二大聚居地。地处乌里扬诺夫斯克州西北部，位于伏尔加河流域巴雷什河及其一支流迈纳河（Майна）交汇处附近，在区行政中心韦什凯马东北、州府乌里扬诺夫斯克西南方，镇内设有同名铁路车站。附近聚居地有韦什凯马镇和卡尔孙镇。
该地2022年人口有1,630人；2010年人口2,240；2002年人口2,695；1989年人口2,956。